# Austrolimnophila duséni
Austrolimnophila duséni är en tvåvingeart som först beskrevs av Alexander 1920.  Austrolimnophila duséni ingår i släktet Austrolimnophila och familjen småharkrankar. Inga underarter finns listade i Catalogue of Life.